# În deșert nu ești niciodată singur!
În deșert nu ești niciodată singur! (titlu original: în engleză A Far Off Place sau Kalahari) este un film american dramatic de aventuri de dragoste din 1993 regizat de Mikael Salomon (debut regizoral) și scris de Robert Caswell, Jonathan Hensleigh și Sally Robinson. Rolurile principale au fost interpretate de actorii Reese Witherspoon, Ethan Randall și Maximilian Schell. Este bazat pe A Far Off Place (1974) și A Story Like the Wind (1972) de Laurens van der Post.
În deșert nu ești niciodată singur! a fost filmat în Namibia și Zimbabwe din mai până în septembrie 1992.

## Rezumat
Complotul se referă la trei tineri adolescenți care trebuie să traverseze deșertul Kalahari în siguranță atunci când părinții lor sunt uciși de un braconier.

## Distribuție
- Reese Witherspoon –  Nonnie Parker
- Ethan Randall –  Harry Winslow, interesul amoros al lui Nonnie
- Jack Thompson – John Ricketts, asociatul lui Paul
- Sarel Bok –  Xhabbo, cel mai bun prieten al lui Nonnie
- Robert John Burke –  Paul Parker, tatăl lui Nonnie
- Patricia Kalember –  Elizabeth Parker, mama lui Nonnie
- Daniel Gerroll –  John Winslow, tatăl lui Harry
- Maximilian Schell –  col. Mopani Theron, nașul lui Nonnie
- Miles Anderson –  Jardin
- Taffy Chihota –  directorul Robert
- Magdalene Damas –  Nuin-Tara